# 杰罗卡尔内
杰罗卡尔内（義大利語：Gerocarne），是意大利维博瓦伦蒂亚省的一个市镇。总面积44平方公里，人口2395人，人口密度54.4人/平方公里（2009年）。